# نیکلاس آلکساندرشون
نیکلاس آلکساندرشون (سوئدی: Niclas Alexandersson؛ زادهٔ ۲۹ دسامبر ۱۹۷۱) بازیکن فوتبال اهل سوئد است.

## تیم ملی
وی همچنین در تیم ملی فوتبال سوئد بازی کرده است.